# 大﨑雄太朗
大﨑 雄太朗（おおさき ゆうたろう、1984年10月18日 - ）は、東京都昭島市生まれ、茨城県稲敷郡茎崎町出身（現つくば市）の元プロ野球選手（外野手）。右投左打。愛称は「チャキ」。

## 経歴

### プロ入り前
1992年（小学2年時）より茨城県つくば市の茎崎ファイターズで野球を始める。
1997年（中学1年時）より竜ヶ崎リトルシニアに所属し、同学年に神戸拓光が在籍。中学3年時は、野球以外の競技である陸上走り幅跳びの種目で茨城県総合体育大会に出場し準優勝した。
常総学院高等学校では

1年生春から1番二塁手として出場。同学年に横川史学、1学年下に坂克彦が在籍。
2000年（高校1年時）第31回明治神宮野球大会に東福岡高校と対戦し、本塁打を記録したが敗戦。
2001年（高校2年時）第73回選抜高等学校野球大会では、準決勝まで1安打と結果が出ず決勝戦ではスタメン落ち。3回から途中出場した第一打席目にレフト線2塁打を放ち追加点のホームを踏み茨城県勢初の選抜甲子園大会優勝に貢献した。
夏の茨城県予選準決勝で9回1アウトから同点本塁打を含む2試合連続本塁打を記録し、優勝に貢献した。続く第83回全国高等学校野球選手権大会では二試合連続3安打を記録したが敗退しベスト32。
2002年（高校3年時）夏の茨城県予選決勝では水戸商の長峰昌司から決勝3ランを放ち、ノーシードから優勝に貢献した。第84回全国高等学校野球選手権大会3回戦では同大会で優勝した森岡良介・筧裕次郎を擁する明徳義塾中学校・高等学校と対戦し6対7で惜敗しベスト16。
高校通算22本塁打、甲子園通算11試合33打数10安打、打率.303を記録。
青山学院大学に進学し、
2005年（大学3年時）第54回全日本大学野球選手権で4試合17打数11安打 打率.647を記録し首位打者を獲得。
第34回日米大学野球選手権では日本代表の1番打者として全4試合17打数5安打。打率.294を記録。
東都一部秋季リーグ戦にてベストナインを獲得した。
2006年（大学4年時）第55回全日本大学野球選手権で2試合連続本塁打を記録。東都一部秋季リーグ戦にて通算100安打（2006年当時20人目、2020年24人目）を達成した。
東都一部リーグ通算94試合出場、355打数100安打、打率.282、10本塁打、40打点。全国大会通算11試合46打数20安打、打率.438、3本塁打を記録。
2003年一部秋季リーグ戦と2005年春季から2006年春季まで同級生の円谷英俊、高市俊、横川史学、楠城祐介、下級生の小窪哲也、小林賢司、久古健太郎、井上雄介と共にリーグ戦3連覇を達成し、計4度の優勝を経験。
2003年第34回明治神宮野球大会ベスト4、2005年第54回全日本大学野球選手権優勝、同年第34回日米大学野球選手権日本代表、2006年第55回全日本大学野球選手権準優勝。

### 西武時代
2006年　11月21日に行われた大学生・社会人ドラフト会議で西武ライオンズから6巡目で指名され、推定契約金4,000万円・年俸1,200万円で契約し入団した。背番号０。同年のドラフトでは大﨑のほか、横川史学、円谷英俊、高市俊も指名を受け、青山学院大学硬式野球部から同時に4名が指名されたのは1996年に井口資仁・澤崎俊和・清水将海・倉野信次が指名されて以来10年ぶり2回目であった。後に2008年に楠城祐介が指名され青学大同級生5人がプロ野球選手となった。
2007年　二軍での前半戦は代打や途中出場が中心となり、後半戦から主力選手として起用された。打率.274、3本塁打、5盗塁の成績だった。シーズン終盤から一軍に初昇格し、5試合で1番・右翼手のスタメン出場を経験した。
2008年　二軍で規定打席に到達しイースタン・リーグ4位の打率.311、5本塁打、13盗塁を記録した（9月度月間MVP、二軍の優秀選手を受賞）。
一軍がパ・リーグで優勝を決め、消化試合に入り一軍に昇格したが1安打に終わった。チームはパ・リーグ優勝の勢いそのままに日本シリーズ優勝、アジアシリーズ優勝を飾った。アジアシリーズでは全試合にベンチ入りし、天津ライオンズ戦では途中出場したが1打数0安打に終わった。
2009年　開幕前のWBC日本代表との強化試合で岩隈久志からホームランを放ち、その後も韓国代表戦4安打、台湾代表戦3安打、中国代表戦2安打と4試合10安打を記録。
開幕一軍入りは逃したが、5月上旬に一軍に昇格すると5月31日の読売ジャイアンツ戦で10回裏マーク・クルーンからサヨナラ安打を放ち、プロ初打点が初サヨナラ打となった。6月10日の阪神タイガース戦では9回裏にジェフ・ウィリアムスから代打でサヨナラ押し出し四球を選び、プロ2打点目もサヨナラとなる快記録であった。
この年は75試合に出場し打率.275を記録。同年に行われたU-26 NPB選抜 対 大学日本代表にNPB選抜の一員として出場した。
2010年　4月25日に一般人女性と入籍を発表。4月28日、対千葉ロッテマリーンズ8回戦（西武ドーム）、5回裏に唐川侑己からプロ初の右越ソロ本塁打を記録。6月4日対ヤクルト戦を最後に抹消され、その後は一軍の出場機会はなかった。二軍では主に二塁手として規定打席に到達し、打率.313を記録。
2011年　8月19日に一軍に初昇格すると初先発で3安打を記録。その後は主にDHや代打としてシーズン終了まで一軍に定着。代打成績10打数4安打.400を記録。クライマックスシリーズでは5試合11打数3安打2打点の成績を残した。
2012年　自身初の開幕一軍入り。特に6月の活躍は目覚ましく6月月間MVPの最終候補にノミネートされ、月間打率.375を記録した。7月以降は秋山翔吾のケガからの復帰に伴い右投手の先発出場が主な起用となったが、CS争いが激化した9月以降は左右の投手関係なくレギュラーとして定着した。自己最多の107試合に出場。クライマックスシリーズでは3試合全てに先発出場し、3試合9打数3安打2打点を記録した。
2013年　背番号を9に変更。2年連続での開幕一軍入りを果たしたが、4月2日に出場1打席で二軍へ抹消された。

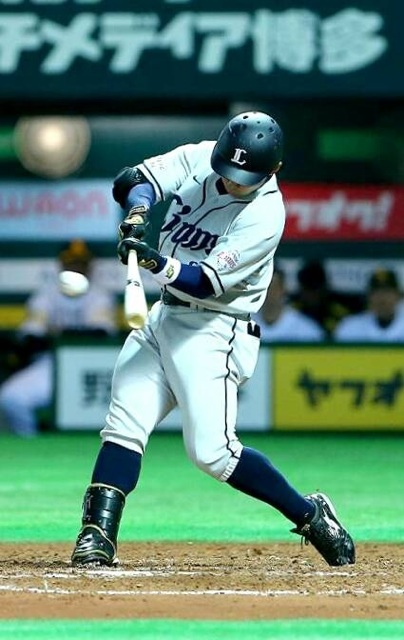
2013年

4月27日に再び一軍へ昇格すると同29日対東北楽天ゴールデンイーグルス戦で満塁から代打で出場し高堀和也から2点タイムリーヒットを放ち、この試合のヒーローになった。
5月11日の対福岡ソフトバンクホークス戦で8回裏に代打でヒットを放つと、9回表に自身初の二塁を守った。翌12日には自身初の4番ライトで出場し、4打数2安打2打点を記録した。
交流戦では、出場23試合51打数17安打を放ち、打率.333を記録した。
8月17日の楽天戦では、9回2死1.2塁から代打で出場し金刃憲人からライト前へサヨナラヒットを放った。サヨナラ安打は自身三度目（サヨナラ四球含む）。9月10日に一軍登録を抹消され、再昇格はなかった。主に代打や右腕のスタメンとして84試合の出場し打率.250を記録した。
2014年　3年連続で開幕一軍入りを果たす。4月17日の千葉ロッテマリーンズ戦で南昌輝から自身初の代打ソロ本塁打を放つ。3、4月は14安打とし、打率318を記録。
5月3日の対ロッテ戦では自身初の一塁手として先発出場し、5月15日の対北海道日本ハムファイターズ戦では自身初の三塁手として出場した。
5月20日交流戦過去9年間150打席以上の現役選手の中で通算打率.352は12球団1位を記録。7月27日、森友哉の昇格に伴い一軍の出場登録を抹消された。
出場51試合 打率.248、代打成績 32試合29打数9安打4打点.打率.321。
2015年　開幕を二軍で迎え5月7日一軍に出場登録されると、5月12日の対日本ハム戦で初スタメンで第一打席目に右翼スタンドへ決勝点となる本塁打を放つ。
6月11日対広島戦で代打で右前安打を放ったのを最後に出場登録から外れた。
8月7日に一軍へ再昇格されると、9月2日対ソフトバンク戦では8回裏1対2のビハインドで迎えた2死一・二塁で代打で出場し五十嵐亮太から右前同点適時打、9月4日対ロッテ戦1対1延長10回表2死2塁で代打出場し益田直也から左中間へ決勝適時二塁打、9月6日対ロッテ戦も益田から追加点となる代打での適時打を放つ活躍を見せた。
代打成績 31試合 26打数8安打5打点 打率.308 得点圏打率.318。二年連続一軍30試合以上の代打出場で3割以上を記録。
2016年　開幕を二軍で迎え4月22日一軍に出場登録されるが、4試合6打席5打数無安打に終わり二軍に降格。以降は一軍への昇格はなかった。
2017年　二軍のオープン戦では打率.450を残し、2014年以来となる一軍のオープン戦に出場し2試合スタメン出場を果たしたが7打席無安打に終わった。開幕を二軍で迎え10月6日、球団事務所にて戦力外通告を受け現役を引退した。

### 現役引退後
2017年　12月からアジアに注力したプロフェショナル・ファームとしてマネジメントサービス事業・プリンシパル投資事業を主に行うYCP Japan に勤務した。
2019年　11月1日に一般社団法人・日本プロ野球選手会はプロ退団選手を対象としたキャリアサポートのための研修会を初開催した。当会にプロ野球OB講師として現公認会計士の奥村武博、現立正大学准教授の西谷尚徳と共に出席した。
YCPホールディングス（グローバル）リミテッドは2021年12月21日に東京証券取引所マザーズ（外国株）へ株式上場を果たした。尚、2022年4月4日以降はグロース市場へ移行した。

## 選手としての特徴・人物
身長169cmと小柄ながらミートポイントまでボールを呼び込み、鋭いスイングで角度のある打球が打てる巧打者。
大学の先輩である井口資仁を尊敬し、2011年オフシーズンから現役を引退するまで毎年井口資仁が行う沖縄自主トレに同行していた。また、自主トレを通じストイックに取り組む鳥谷敬のトレーニングを目の当たりにし大きな影響を受けた。主な自主トレメンバーは井口の他に鳥谷敬、竹原直隆、清田育宏、明石健志、塚田正義、茶谷健太などが参加していた。
交流戦開始から2014年までの過去9年間150打席以上の現役選手の中で最高打率となる通算打率.352を記録していた。
常総学院高校と青山学院大学には、スポーツ推薦で入学。大学4年時は、ドラフト会議まであえて就職先を決めずに指名を待った。大﨑は現役を引退した後に、「西武に指名されていなかったら大学を卒業してから路頭に迷っていたかもしれないが、当時は『プロ一本』と自身で決めていた為、河原井監督と話し合いの末に退路を断った」と述懐している。
現役引退を表明した直後には、知人や西武ライオンズの球団関係者から仕事を紹介されたが、「履歴書を仕上げるところから自分で仕事を選びたい」との理由で固辞。『会社四季報』を通じた業界研究をきっかけに、志望業種をM&A関連企業やコンサルティング企業に絞り込んだうえで、およそ30社に履歴書を送り、複数の内定先からYCP Japanへ入社した。大﨑によれば、自分の意思と行動によって進学先（高校や大学）を決めてきた経験や、企業経営者を取り上げることの多いテレビドキュメンタリー（『プロフェッショナル 仕事の流儀』や『日経スペシャル　カンブリア宮殿』）を現役時代の2007年頃から約10年間にわたって録画で視聴していたことが役に立ったという。YCP Japanへの入社後には、「元プロ野球選手という肩書では野球以外の業種での仕事や一般企業への就職活動に全く通用しないが、次の仕事でも研鑽に努める事が元プロ野球選手として果たすべき責務だ」と述べている。
次男・大二朗は2003年常総学院時代に第85回全国高等学校野球選手権大会優勝時のメンバー（捕手）で、第5回AAAアジア野球選手権大会日本代表として銅メダルを獲得している。卒業後、東京ガス硬式野球部で2012年までプレーした。三男・健吾は2012年常総学院時代に第94回全国高等学校野球選手権大会に1番打者として出場し2回戦敗退。この出場により3兄弟とも甲子園大会に出場しスタメン出場となった。卒業後、流通経済大学硬式野球部として2015年第64回全日本大学野球選手権に出場し準優勝している。

## 詳細情報

### 年度別打撃成績
| 年 度     | 球 団     | 試 合 | 打 席 | 打 数 | 得 点 | 安 打 | 二 塁 打 | 三 塁 打 | 本 塁 打 | 塁 打 | 打 点 | 盗 塁 | 盗 塁 死 | 犠 打 | 犠 飛 | 四 球 | 敬 遠 | 死 球 | 三 振 | 併 殺 打 | 打 率 | 出 塁 率 | 長 打 率 | O P S |
| --------- | --------- | ----- | ----- | ----- | ----- | ----- | -------- | -------- | -------- | ----- | ----- | ----- | -------- | ----- | ----- | ----- | ----- | ----- | ----- | -------- | ----- | -------- | -------- | ----- |
| 2007      | 西武      | 7     | 25    | 21    | 2     | 4     | 1        | 0        | 0        | 5     | 0     | 0     | 0        | 2     | 0     | 1     | 0     | 1     | 1     | 0        | .190  | .261     | .238     | .499  |
| 2008      | 西武      | 5     | 9     | 9     | 0     | 1     | 1        | 0        | 0        | 2     | 0     | 0     | 0        | 0     | 0     | 0     | 0     | 0     | 4     | 0        | .111  | .111     | .222     | .333  |
| 2009      | 西武      | 75    | 188   | 160   | 18    | 44    | 13       | 1        | 0        | 59    | 14    | 2     | 0        | 13    | 0     | 11    | 1     | 4     | 30    | 1        | .275  | .337     | .369     | .706  |
| 2010      | 西武      | 28    | 67    | 62    | 7     | 15    | 6        | 0        | 1        | 24    | 4     | 0     | 0        | 1     | 0     | 2     | 0     | 2     | 12    | 0        | .242  | .288     | .387     | .675  |
| 2011      | 西武      | 36    | 86    | 72    | 7     | 22    | 4        | 0        | 0        | 26    | 5     | 3     | 0        | 6     | 0     | 7     | 0     | 1     | 8     | 2        | .306  | .375     | .361     | .736  |
| 2012      | 西武      | 107   | 298   | 260   | 22    | 70    | 15       | 1        | 1        | 90    | 22    | 1     | 0        | 10    | 4     | 17    | 1     | 7     | 27    | 4        | .269  | .326     | .346     | .673  |
| 2013      | 西武      | 84    | 208   | 184   | 14    | 46    | 6        | 0        | 1        | 55    | 13    | 0     | 0        | 5     | 3     | 11    | 0     | 5     | 29    | 5        | .250  | .305     | .299     | .604  |
| 2014      | 西武      | 51    | 113   | 101   | 6     | 25    | 3        | 0        | 1        | 31    | 10    | 1     | 1        | 5     | 1     | 5     | 0     | 1     | 14    | 3        | .248  | .287     | .307     | .594  |
| 2015      | 西武      | 47    | 85    | 73    | 2     | 16    | 3        | 0        | 1        | 22    | 9     | 0     | 0        | 2     | 3     | 5     | 1     | 2     | 16    | 0        | .219  | .277     | .301     | .578  |
| 2016      | 西武      | 4     | 6     | 5     | 0     | 0     | 0        | 0        | 0        | 0     | 0     | 0     | 0        | 0     | 0     | 1     | 0     | 0     | 0     | 0        | .000  | .166     | .000     | .000  |
| NPB：10年 | NPB：10年 | 444   | 1085  | 947   | 78    | 243   | 52       | 2        | 5        | 314   | 77    | 7     | 1        | 44    | 11    | 60    | 3     | 23    | 141   | 15       | .257  | .313     | .332     | .645  |

### 年度別守備成績
| 年 度 | 一塁  | 一塁  | 一塁  | 一塁  | 一塁  | 一塁     | 二塁  | 二塁  | 二塁  | 二塁  | 二塁  | 二塁     | 三塁  | 三塁  | 三塁  | 三塁  | 三塁  | 三塁     | 外野  | 外野  | 外野  | 外野  | 外野  | 外野     |
| 年 度 | 試 合 | 刺 殺 | 補 殺 | 失 策 | 併 殺 | 守 備 率 | 試 合 | 刺 殺 | 補 殺 | 失 策 | 併 殺 | 守 備 率 | 試 合 | 刺 殺 | 補 殺 | 失 策 | 併 殺 | 守 備 率 | 試 合 | 刺 殺 | 補 殺 | 失 策 | 併 殺 | 守 備 率 |
| ----- | ----- | ----- | ----- | ----- | ----- | -------- | ----- | ----- | ----- | ----- | ----- | -------- | ----- | ----- | ----- | ----- | ----- | -------- | ----- | ----- | ----- | ----- | ----- | -------- |
| 2007  | -     | -     | -     | -     | -     | -        | -     | -     | -     | -     | -     | -        | -     | -     | -     | -     | -     | -        | 6     | 6     | 0     | 0     | 0     | 1.000    |
| 2008  | -     | -     | -     | -     | -     | -        | -     | -     | -     | -     | -     | -        | -     | -     | -     | -     | -     | -        | 4     | 6     | 0     | 0     | 0     | 1.000    |
| 2009  | -     | -     | -     | -     | -     | -        | -     | -     | -     | -     | -     | -        | -     | -     | -     | -     | -     | -        | 57    | 83    | 0     | 1     | 0     | .988     |
| 2010  | -     | -     | -     | -     | -     | -        | -     | -     | -     | -     | -     | -        | -     | -     | -     | -     | -     | -        | 20    | 31    | 0     | 0     | 0     | 1.000    |
| 2011  | -     | -     | -     | -     | -     | -        | -     | -     | -     | -     | -     | -        | -     | -     | -     | -     | -     | -        | 18    | 20    | 0     | 0     | 0     | 1.000    |
| 2012  | -     | -     | -     | -     | -     | -        | -     | -     | -     | -     | -     | -        | -     | -     | -     | -     | -     | -        | 80    | 133   | 2     | 2     | 1     | .985     |
| 2013  | -     | -     | -     | -     | -     | -        | 1     | 2     | 0     | 1     | 0     | .667     | -     | -     | -     | -     | -     | -        | 47    | 62    | 0     | 0     | 0     | 1.000    |
| 2014  | 4     | 25    | 1     | 0     | 4     | 1.000    | -     | -     | -     | -     | -     | -        | 3     | 0     | 3     | 0     | 0     | 1.000    | 9     | 12    | 0     | 0     | 0     | 1.000    |
| 2015  | -     | -     | -     | -     | -     | -        | -     | -     | -     | -     | -     | -        | -     | -     | -     | -     | -     | -        | 17    | 18    | 0     | 0     | 0     | 1.000    |
| 2016  | -     | -     | -     | -     | -     | -        | -     | -     | -     | -     | -     | -        | -     | -     | -     | -     | -     | -        | 1     | 2     | 0     | 0     | 0     | 1.000    |
| 通算  | 4     | 25    | 1     | 0     | 4     | 1.000    | 1     | 2     | 0     | 1     | 0     | .667     | 3     | 0     | 3     | 0     | 0     | 1.000    | 259   | 373   | 2     | 3     | 1     | .992     |

### 記録
- 初出場：2007年9月24日、対東北楽天ゴールデンイーグルス24回戦（フルキャストスタジアム宮城）、8回表に細川亨の代打で出場
- 初打席：同上、8回表に岩隈久志の前に空振り三振
- 初先発出場：2007年9月27日、対北海道日本ハムファイターズ23回戦（西武ドーム）、1番・右翼手で先発出場
- 初安打：同上、1回表にライアン・グリンから三塁内野安打
- 初打点：2009年5月31日、対読売ジャイアンツ2回戦（西武ドーム）、10回裏にマーク・クルーンから中前サヨナラ適時打
- 初盗塁：2009年7月4日、対東北楽天ゴールデンイーグルス8回戦（クリネックススタジアム宮城）、2回表に二盗（投手：永井怜、捕手：中谷仁）
- 初本塁打：2010年4月28日、対千葉ロッテマリーンズ8回戦（西武ドーム）、5回裏に唐川侑己から右越ソロ

### 背番号
- 0 （2007年 - 2012年）
- 9 （2013年 - 2017年）

### 登場曲
- 阿部真央 「I wanna see you」 （2009年）
- N‐Trance Feat. Ex-It「STAYIN' ALIVE (Night Fever Mix)」 （2009年）
- Superfly 「Dancing On The Fire」 （2010年）
- FUNKY MONKEY BABYS 「ヒーロー」 （2011年 - 2015年）
- サザンオールスターズ「アロエ」（2015年シーズン途中 - 2017年）

### 代表歴
2005年 第34回日米大学野球選手権 日本代表メンバー
2012年 U-26 NPB選抜対大学日本代表 ※NPB選抜メンバー